# Xel'Naga
Xel'Naga este o rasă fictivă de extratereștri la care se face referință în seria de jocuri video seria StarCraft. Ei reprezintă o rasă cosmică antică cu puteri psionice. Nu este o rasă combativă, Xel'Naga apărând în jocuri doar ca relicve sau în mitologia Protoss și Zerg, fiind responsabilă pentru manipularea evoluției celor două rase, alături de un număr necunoscut de alte specii. 